# Rammstein in Amerika
Rammstein in Amerika es el quinto DVD y el tercero grabado en directo de la banda alemana de metal industrial Rammstein. Documenta el show para el cual agotaron las entradas en 20 minutos en el Madison Square Garden en Nueva York, Estados Unidos, el 11 de diciembre de 2010 durante el LIFAD Tour. También contiene dos documentales, uno relata la historia de la banda con los Estados Unidos, y el otro la realización del álbum Liebe ist für alle da. Fue lanzado mundialmente el 25 de septiembre de 2015.

## Contenido de los DVD

### Disco 1
| Madison Square Garden, Nueva York (Estados Unidos de América), 11 de diciembre de 2010 | Madison Square Garden, Nueva York (Estados Unidos de América), 11 de diciembre de 2010 | Madison Square Garden, Nueva York (Estados Unidos de América), 11 de diciembre de 2010 | Madison Square Garden, Nueva York (Estados Unidos de América), 11 de diciembre de 2010 |
| N.º                                                                                    | Título                                                                                 | Duración                                                                               | Traducción                                                                             |
| -------------------------------------------------------------------------------------- | -------------------------------------------------------------------------------------- | -------------------------------------------------------------------------------------- | -------------------------------------------------------------------------------------- |
| 1                                                                                      | Rammlied                                                                               | 4:56                                                                                   | Canción de Rammstein                                                                   |
| 2                                                                                      | B********                                                                              | 4:17                                                                                   | Bastardo                                                                               |
| 3                                                                                      | Waidmanns Heil                                                                         | 3:59                                                                                   | Saludo del cazador                                                                     |
| 4                                                                                      | Keine Lust                                                                             | 3:55                                                                                   | Sin ganas                                                                              |
| 5                                                                                      | Weisses Fleisch                                                                        | 4:48                                                                                   | Carne blanca                                                                           |
| 6                                                                                      | Feuer Frei!                                                                            | 3:36                                                                                   | ¡Abran Fuego!                                                                          |
| 7                                                                                      | Wiener Blut                                                                            | 6:04                                                                                   | Sangre vienesa                                                                         |
| 8                                                                                      | Frühling in Paris                                                                      | 6:02                                                                                   | Primavera en París                                                                     |
| 9                                                                                      | Ich Tu Dir Weh                                                                         | 6:41                                                                                   | Te hago daño                                                                           |
| 10                                                                                     | Du Riechst so gut                                                                      | 5:04                                                                                   | Hueles tan bien                                                                        |
| 11                                                                                     | Benzin                                                                                 | 4:45                                                                                   | Gasolina                                                                               |
| 12                                                                                     | Links 2 3 4                                                                            | 4:54                                                                                   | Izquierda 2 3 4                                                                        |
| 13                                                                                     | Du Hast                                                                                | 4:14                                                                                   | Tú odias                                                                               |
| 14                                                                                     | Pussy                                                                                  | 8:51                                                                                   | Vagina                                                                                 |
| 15                                                                                     | Sonne                                                                                  | 5:02                                                                                   | Sol                                                                                    |
| 16                                                                                     | Haifisch                                                                               | 6:15                                                                                   | Tiburón                                                                                |
| 17                                                                                     | Ich Will                                                                               | 4:10                                                                                   | Yo quiero                                                                              |
| 18                                                                                     | Engel                                                                                  | 7:39                                                                                   | Ángel                                                                                  |

### Disco 2
- Rammstein in Amerika ("Rammstein en Estados Unidos"), documental de 122 minutos.
- Making of the Album: “Liebe ist für alle da”, documental de 21 minutos sobre la grabación del disco Liebe ist für alle da.